# Жан Вейвей (професор)
Чжан Вейвей ( спрощений китайський:  张维为, піньїнь: Zhāng Wéiwèi ) — китайський політолог і письменник, професор міжнародних відносин Фуданського університету і директор Китайського інституту цього університету.   Чжан також є інтернет-знаменитістю,  поширюючи свої політичні ідеї через відеохостинги, такі як Xigua Video, Bilibili, TikTok і YouTube . 

## Раннє життя
Чжан — наймолодший із шести братів і сестер у своїй родині. Під час Культурної революції (1966-1976) його старші брати й сестри пішли до Сіньцзянського виробничо-будівельного корпусу , а він залишився в Шанхаї через політику. У 1975 році, у віці 17 років, він був прийнятий на роботу на Шанхайську різьбярську фабрику №2 (上海雕刻二厂) як робітник і учень з різьблення по нефриту . 

## Освіта
Незабаром після закінчення Культурної революції вступні іспити до коледжу відновилися, і в 1977 році Чжан був прийнятий на факультет іноземних мов Фуданського університету , де він переконав декана взяти участь у курсах з міжнародної політики . З 1981 по 1983 рік Чжан навчався в аспірантурі Пекінського університету іноземних досліджень , вивчаючи переклад.
У 1988 році Чжан вступив до Женевського університету на ступінь магістра міжнародних відносин (1990), а потім отримав ступінь доктора філософії, яку він отримав у 1994 році. Назва його докторської дисертації: Ідеологічні тенденції та економічна реформа в Китаї (1978- 1993).

## Кар'єра

### Перекладач
З 1983 по 1988 рік Чжан був перекладачем англійської мови Міністерства закордонних справ Китаю , працював на деяких китайських лідерів, включаючи Ден Сяопіна  і Лі Пенга, у середині 1980-х років.  У 1999 році він опублікував першу в Китаї монографію про англійсько-китайський синхронний переклад.

### Академія
Був старшим науковим співробітником Центру азійських досліджень, Вищого інституту міжнародних досліджень і досліджень розвитку (1998-2010), а також запрошеним професором Женевської школи дипломатії та міжнародних відносин (2004-2010). 
Чжан багато писав англійською та китайською мовами про економічні та політичні реформи Китайської Народної Республіки , модель розвитку Китаю та порівняльну політику . Він розширив концепцію цивілізаційної держави у своїй книзі «Китайська хвиля: підйом цивілізаційної держави» (2012) .
Чжан Вейвей вперше передбачив арабську зиму в своїх дебатах у червні 2011 року з Френсісом Фукуямою , який вважав, що арабська весна може поширитися на Китай.  «Моє розуміння Близького Сходу приводить мене до висновку, що Захід не повинен бути надто щасливим. Це принесе величезні проблеми американським інтересам. Наразі це називається «арабська весна», і я думаю, що незабаром вона перетвориться на стане зимою для Близького Сходу». 

### Політика
Чжан — високопоставлений ідеолог Комуністичної партії Китаю (КПК).
17 травня 2016 року Чжан взяв участь у Національному симпозіумі з питань філософії та соціальних наук під головуванням Сі Цзіньпіна та виступив як представник галузі політології на такі теми, як теоретичні інновації, китайський дискурс та новий тип аналітичного центру. . 
31 травня 2021 року Чжан прочитав у Політбюро КПК лекцію про посилення міжнародної пропаганди Китаю .  Тому деякі коментатори стверджують, що Чжан став новим Гоші (国师), людиною зі здатністю впливати на рішення політичних еліт Китаю. 

### TV
З 2019 року Чжан був ведучим «Це Китай» (这就是中国), китайського політичного ток-шоу, започаткованого державним телеканалом Dragon Television . 

## Політичні погляди
За словами Чжана, концепція політичної партії в західному контексті не стосується КПК. КПК - це правляча група, яка дотримується китайських політичних традицій і представляє інтереси нації в цілому. 

## Приналежність
- Чжан є директором Інституту китайських досліджень Шанхайської академії соціальних наук.
- Чжан — старший науковий співробітник Інституту Чуньцю, шанхайського аналітичного центру .